# Одра (притока Купи)
Одра — річка в центральній Хорватії, 83 км завдовжки, її басейн охоплює площу 604 км². Її джерело знаходиться в горах Жумберак, на південно-захід від Загреба. Вона тече на схід, проходить на південь від Великої Гориці, потім повертає на південний схід, більш-менш паралельно річці Сава. Впадає в річку Купа біля Одри-Сисацької, так само на північний схід від Сисака, а також безпосередньо перед Купою впадає в річку Сава.
У верхній течії Одра була значно змінена людиною риттям 32 км каналу Сава-Одра-Сава на південь від Загреба як заходу проти затоплення.